# Carol Gardipe
 (mars 2023).
Carol Gardipe, née en 1929, également connue sous les noms de Carol Nelson, Carol Metcalf et Carol Metcalf-Gardipe, Penobscot/Passamaquoddy, est une géologue américaine, dont la carrière la mène au sein de l'United States Geological Survey (USGS), de la National Oceanic and Atmospheric Administration. Elle joue également un rôle dans l'enseignement supérieur en tant que professeure et administratrice. Elle est l'une des sept fondateurs de l'American Indian Science and Engineering Society (AISES),,.

## Enfance et formation
Carol Gardipe étudie d'abord à l'université du Connecticut, avec un semestre sur le terrain à l'Université du Wyoming, à Laramie. Elle obtient une licence de géologie à l'université du Connecticut et enseigne pendant un certain temps au Colby College. Carol Gardipe poursuit ensuite ses études à l'université du Nouveau-Mexique, où elle étudie la géographie et les ressources naturelles.

## Carrière
Après avoir obtenu son BA, elle travaille à Newport News, VA puis Washington DC, et dans des équipes de cartographie de terrain dans le Sud-Ouest pour l'USGS. Après avoir terminé ses études supérieures, Gradipe et Bob Whitman ont lancé et dirigé le Native American Program at the College of Engineering (NAPCOE) pendant deux ans,, le premier programme du pays pour les ingénieurs amérindiens à l'Université du Nouveau-Mexique. À la même époque, elle travaille avec le Comité du Conseil national de la recherche sur les minorités en ingénierie. En 1976, Gardipe, avec Al Qöyawayma et Arnold Anderson, a formé l'American Indian Engineering Council (AIEC),. Elle travaille comme géologue marine à la National Oceanic and Atmospheric Administration.
En 1977, réunie par la National Academy of Engineering, Carol Gardipe, ainsi qu'Arnold Anderson, Al Qëyawayma, George Thomas, Jerry Elliot et Jim Shorty, ont fondé la National Society of American Indian Engineers, désormais connue sous le nom d'American Indian and Engineering Society (AISES),,. Carol Gardipe fait partie du premier conseil d'administration de l'AISES. Elle était également active au sein de l'Association américaine pour l'avancement des sciences.
En 1981, elle est conférencière invitée et membre du comité de sélection du programme Science and Self-Determination à l'université du Colorado Boulder. L'objectif du programme était de faire connaître aux lycéens amérindiens des informations de première main sur les carrières scientifiques et de leur fournir un soutien scolaire qui améliorerait leurs performances aux tests d'entrée à l'université afin qu'ils puissent accéder à des carrières scientifiques et/ou mathématiques au niveau universitaire.

## Vie personnelle
En 1983, Carol Gardipe est impliquée dans un grave accident de voiture dont les séquelles limitent ses activités.

## Prix et reconnaissances
Carol Gardipe est membre de la Geological Society of America.
En 2003, elle reçoit le prix Ely S. Parker, la plus haute distinction de l'American Indian and Engineering Society.